# باول باكستر (لاعب هوكي الجليد)
باول باكستر هو لاعب هوكي الجليد كندي، ولد في 28 أكتوبر 1955 في وينيبيغ في كندا.

## وصلات خارجية
- باول باكستر على موقع دوري الهوكي الوطني (الإنجليزية)
- باول باكستر على موقع قاعة مشاهير الهوكي (لاعب أن.إتش.أل) (الإنجليزية)
- باول باكستر على موقع EliteProspects.com (الإنجليزية)
- باول باكستر على موقع HockeyDB.com (الإنجليزية)
- باول باكستر على موقع Hockey-Reference.com (الإنجليزية)